# Vénéjan
Vénéjan là một xã trong vùng Occitanie. Xã Vénéjan nằm ở khu vực có độ cao trung bình 90 mét trên mực nước biển.